# Pharnabaze II (Ibérie)
Pour les articles homonymes, voir Pharnabaze.
Pharnabaze II ou Bartom Ier est selon Cyrille Toumanoff un roi d'Ibérie de la dynastie artaxiade mort vers 30 av. J.-C.

## Biographie
Ce roi Pharnabaze (II) des auteurs romains semble correspondre au roi « Bartom fils d'Artag » de la tradition géorgienne. Pharnabaze est le fils du roi Artocès Ier, associé au trône dès l'an 65 av. J.-C., à la suite de la défaite des Géorgiens face aux Romains. Il devient le seul roi de Karthli à la mort de son père et envoie des ambassadeurs à Pompée. 
Après la mort de Jules César en 44 av. J.-C., il se range du côté de Marc Antoine avant de se rebeller contre lui vers 35 av. J.-C. Il se déclare indépendant de Rome mais Publius Canidius Crassus, lieutenant de Marc Antoine, marche contre les Ibéres et force leur roi « Pharnabaze » vaincu dans le combat à se joindre à lui contre Phraatès IV roi des Parthes.
Peu de temps après, Pharnabaze épouse « une noble parthe » qui lui donne une fille, mais le vieux Mirvan II d'Ibérie, fils du défunt roi Mirvan Ier, se rebelle contre les usurpateurs artaxiades, fait assassiner Pharnabaze II et son fils adoptif et se proclame roi de Karthli en épousant la femme du roi précédent. Il rétablit ainsi la dynastie « Nimrodide », fondée jadis par Mirvan Ier, le gendre de Sauromace Ier.

## Postérité
Il a eu une fille : 
- Ne d'Ibérie, qui épouse Kartham d'Egrissi.

Il a également adopté le mari de cette dernière :
- Kartham, duc d'Egrissi.